# 스콧 포터
스콧 포터(Scott Porter, 1979년 7월 14일 ~ )는 미국의 배우이다.

## 출연 작품
- 하트 오브 딕시 4 (2015)
- 하트 오브 딕시 3 (2013)
- 더 투 두 리스트 (2013)
- 하트 오브 딕시 2 (2012)
- 하트 오브 딕시 1 (2011)
- 카프리카 (2010)
- 디어 존 (2010)
- 좋은 남자 (2009)
- 드림업 (2009)
- 프롬 나이트 (2008)
- 스피드 레이서 (2008)
- 디센트 (2007)
- 그 여자 작사 그 남자 작곡 (2007)
- 프라이데이 나잇 라이츠 (2006)
- 애즈 더 월드 턴즈 (1956)